# Rzehakinidae
Die Rzehakinidae sind eine Familie gehäusetragender, meeresbewohnender Einzeller aus der Gruppe der Foraminiferen und die einzige Familie in der Überfamilie der Rzehakinacea. 

## Merkmale
Die Gehäuse der Rzehakinidae sind agglutiniert, also aus feinen Partikeln organischen Ursprungs zusammengesetzt, die von den Tieren aus dem Sediment aufgenommen werden. Sie sind planispiral und umfassen entweder je Windung zwei, seltener auch drei Kammern oder die Zahl der Kammern erhöht sich -ähnlich wie bei den Miliolida- mit fortschreitender Ebenenzahl um eins. Die Gehäuse sind stets imperforat.

## Systematik
Die Rzehakinidae sind die einzige Familie in der Überfamilie der Rzehakinacea. Familie und Überfamilie wurden 1933 durch den amerikanischen Paläontologen Joseph Augustine Cushman erstbeschrieben. Sie sind seit der Kreidezeit fossil belegt.
Gattungen sind:
- Ammoflintina
- Birsteiniolla
- Miliammina
- Psamminopelta
- Rothina
- Rzehakina
- Silicomassilina
- Silicosigmoilina
- Spirolocammina
- Spirosigmoilinella
- Trilocularena

## Nachweise
- Alfred R. Loeblich, Jr., Helen Tappan: Foraminiferal genera and their classification, E-Book des Geological Survey Of Iran, 2005, Online